# Sky Brownová
Sky Brownová (japonsky スカイ・ブラウン, Sukai Buraun, * 7. července 2008 Mijazaki) je britská skateboardistka, specialistka na disciplínu park. Narodila se v Japonsku, její otec je Brit a matka Japonka. Od roku 2019 reprezentuje Velkou Británii, připravuje se převážně v kalifornském Oceanside.
Na skateboardu jezdí od tří let, v osmi letech debutovala na Vans Open Pro Series. Nemá trenéra a triky se učila sama podle YouTube. V deseti letech se stala nejmladší profesionální skateboardistkou na světě, když uzavřela kontrakt s firmou Nike. V jedenácti letech jako první žena v historii zvládla trik Frontside 540. Pro své aktivity na sociálních médiích má pověst generačního idolu a podle odhadů ve své dosavadní kariéře vydělala více než pět milionů amerických dolarů.
V roce 2019 vyhrála závod Simple Session v Tallinnu. Na mistrovství světa ve skateboardingu získala v roce 2019 bronzovou medaili. Při tréninku měla 28. května 2020 těžký pád při přeskoku mezi rampami, při němž utrpěla frakturu lebky a levé ruky, po dvou měsících se však vrátila k ježdění.
Na Letních olympijských hrách 2020 skončila se ziskem 56,47 bodu na třetím místě a stala se nejmladší britskou olympijskou medailistkou v historii. V roce 2021 byla vítězkou X Games.
Jejím koníčkem je surfing, v němž chce také startovat na olympiádě. V roce 2018 vyhrála televizní taneční soutěž Dancing with the Stars: Juniors, kde byl jejím partnerem JT Church a trenérem Alan Bersten. Podporuje dobročinnou organizaci Skateistan.